# Јосип Иличић
Јосип Иличић (Приједор, 29. јануар 1988) словеначки је фудбалер хрватског порекла који игра на позицији офанзивног везног играча и наступа за Марибор и за репрезентацију Словеније.